# 生成消滅演算子
生成消滅演算子（せいせいしょうめつえんざんし、英: creation and annihilation operators）は、量子的な調和振動子や多体問題など、量子論において基本変数として広く使われる演算子である。 
量子論では、正準変数で量子化することでできた量子論を、生成消滅演算子を基本変数にした量子論に書き換えることがしばしば行われる。
消滅演算子は、状態の粒子の数を1だけ減らす演算子である。生成演算子は、状態の粒子の数を1だけ増やす演算子で、消滅演算子のエルミート共役をとったものである。
生成消滅演算子は様々な粒子の状態に作用することができる。例えば、量子化学や多体理論において、生成消滅演算子は電子状態に作用される。
ボース粒子における生成消滅演算子の扱いは、量子的な調和振動子における扱いと同様である。例えば、同じボース粒子状態に関連する生成消滅演算子の交換子は1に等しく、他のすべての交換子は0である。一方、フェルミ粒子では状況が異なり、交換子のかわりに反交換子が含まれている。

## 量子的な調和振動子の例
時間に依存しない量子的な1次元調和振動子のシュレディンガー方程式から出発する。
{\displaystyle \left({\frac {{\hat {p}}^{2}}{2m}}+{\frac {m\omega ^{2}}{2}}{\hat {q}}^{2}\right)\psi (x)=E\psi (x)}
ここで、消滅演算子{\displaystyle {\hat {a}}}を以下で定義し、そのエルミート共役{\displaystyle {\hat {a}}^{\dagger }}を生成演算子と呼ぶことにする。
{\displaystyle {\hat {a}}\equiv {\sqrt {\frac {m\omega }{2\hbar }}}{\hat {q}}+{\frac {i}{\sqrt {2m\hbar \omega }}}{\hat {p}}}
{\displaystyle {\hat {a}}^{\dagger }={\sqrt {\frac {m\omega }{2\hbar }}}{\hat {q}}-{\frac {i}{\sqrt {2m\hbar \omega }}}{\hat {p}}}
生成消滅演算子を用いると、調和振動子のシュレディンガー方程式は以下のような簡単な形に書き換えられる。
{\displaystyle {\frac {\hbar \omega }{2}}({\hat {a}}^{\dagger }{\hat {a}}+{\hat {a}}{\hat {a}}^{\dagger })\psi (q)=E\psi (q)}

### 性質
- 定義から明らかなように、{\displaystyle {\hat {a}}}、{\displaystyle {\hat {a}}^{\dagger }}は自己共役でもオブザーバブルでもない。

- {\displaystyle \{{\hat {q}},{\hat {p}}\}}と{\displaystyle \{{\hat {a}},{\hat {a}}^{\dagger }\}}は一対一に対応している。よって全ての物理量は{\displaystyle \{{\hat {q}},{\hat {p}}\}}でも表せるし、{\displaystyle \{{\hat {a}},{\hat {a}}^{\dagger }\}}でも表せる。{\displaystyle \{{\hat {q}},{\hat {p}}\}}による量子化を正準量子化と呼ぶのに対し、{\displaystyle \{{\hat {a}},{\hat {a}}^{\dagger }\}}による量子化を第二量子化と呼ぶことがある。正準量子化は、その基本変数{\displaystyle \{{\hat {q}},{\hat {p}}\}}は自己共役であるのに対し、第二量子化は、その基本変数{\displaystyle \{{\hat {a}},{\hat {a}}^{\dagger }\}}は自己共役でもオブザーバブルでも無いのが特徴である。

- 交換関係は、

{\displaystyle [{\hat {a}},{\hat {a}}^{\dagger }]=1}

### 応用
量子的な調和振動子の基底状態{\displaystyle \ \psi _{0}(q)}以下の条件を満たす。
{\displaystyle a\ \psi _{0}(q)=0}
波動関数は以下の微分方程式を満たす。
{\displaystyle q\psi _{0}+{\frac {d\psi _{0}}{dq}}=0}
この解は
{\displaystyle \psi _{0}(q)=C\exp(-{q^{2} \over 2}).}
規格化定数Cは{\displaystyle \int _{-\infty }^{\infty }\psi _{0}^{*}\psi _{0}\,dq=1}とガウス積分より、 {\displaystyle 1 \over {\sqrt[{4}]{\pi }}}  であることが分かる。

### 行列表示
量子的な調和振動子の状態ベクトルで生成消滅演算子を行列表示すると、
{\displaystyle a^{\dagger }=\left({\begin{array}{cccccc}0&0&0&\dots &\dots \\{\sqrt {1}}&0&0&\dots &\dots \\0&{\sqrt {2}}&0&\dots &\dots \\0&0&{\sqrt {3}}&\dots &\dots \\\vdots &\vdots &\vdots \\0&0&0&{\sqrt {n}}&0\dots \\\vdots &\vdots &\vdots &\vdots &\vdots \end{array}}\right)}
{\displaystyle a={\begin{pmatrix}0&{\sqrt {1}}&0&0&\dots &0&\dots \\0&0&{\sqrt {2}}&0&\dots &0&\dots \\0&0&0&{\sqrt {3}}&\dots &0&\dots \\0&0&0&0&\ddots &\vdots &\dots \\\vdots &\vdots &\vdots &\vdots &\ddots &{\sqrt {n}}&\dots \\0&0&0&0&\dots &0&\ddots \\\vdots &\vdots &\vdots &\vdots &\vdots &\vdots &\ddots \end{pmatrix}}}
それぞれの行列要素は
{\displaystyle a_{ij}^{\dagger }=\langle \psi _{i}|{\hat {a}}^{\dagger }|\psi _{j}\rangle }、
{\displaystyle a_{ij}=\langle \psi _{i}|{\hat {a}}|\psi _{j}\rangle }である。

## 場の量子論における生成消滅演算子
量子論における場は、演算子で表される。相互作用が無い場合などでは、場の演算子が従うべき方程式を（フーリエ展開などで）解くことができる。その結果、場が粒子の生成消滅演算子で表されることがわかり、多体系と見なすことができる（ただし相互作用がある場合には、一般に生成消滅演算子を導入できるとは限らない。したがって場が第一義的な基本量であり、ハミルトニアン等の物理量も場を使って書き表す。）
多体系や場の量子論における生成消滅演算子は、ボース粒子とフェルミ粒子で定義が異なる。
{\displaystyle {\mathcal {H}}}を1粒子ヒルベルト空間とする。
{\displaystyle {\mathcal {H}}}上のすべての{\displaystyle f\ }における{\displaystyle {\hat {a}}(f)\ }によって得られる代数に注目する。
ボース粒子での生成消滅演算子は、交換関係を用いて以下のように定義される。
{\displaystyle [a(f),a(g)]=[a^{\dagger }(f),a^{\dagger }(g)]=0}
{\displaystyle [a(f),a^{\dagger }(g)]=\langle f|g\rangle },
フェルミ粒子での生成消滅演算子は、反交換関係を用いて以下のように定義される。フェルミ粒子で交換関係を用いると、エネルギー固有値に下限が無くなる、負のノルム状態が現れるなど、物理的に意味のある理論が得られないためである。
{\displaystyle \{a(f),a(g)\}=\{a^{\dagger }(f),a^{\dagger }(g)\}=0}
{\displaystyle \{a(f),a^{\dagger }(g)\}=\langle f|g\rangle }
消滅演算子{\displaystyle {\hat {a}}(f)\ }は{\displaystyle {\mathcal {H}}}上で反線形である。生成演算子{\displaystyle {\hat {a}}^{\dagger }(f)\ }は{\displaystyle {\mathcal {H}}}上で線形である。物理的には、{\displaystyle {\hat {a}}(f)\ }は状態{\displaystyle |f\rangle }の粒子を消滅させ、{\displaystyle {\hat {a}}^{\dagger }(f)\ }は状態{\displaystyle |f\rangle }の粒子を生成させる。
自由場の真空状態は粒子の無い状態である。つまり、
{\displaystyle a(f)|0\rangle =0}
ここで{\displaystyle |0\rangle }は真空状態である。
{\displaystyle |f\rangle }が規格化{\displaystyle \langle f|f\rangle =1}されている場合、
{\displaystyle {\hat {a}}^{\dagger }(f){\hat {a}}(f)\ }は状態{\displaystyle |f\rangle }の粒子数を与える。